# Большое Павлово (Смоленская область)
Большо́е Па́влово — деревня в Смоленской области России, в Ельнинском районе. Население — 38 жителей (2007 год) Расположена в юго-восточной части области в 20 км к юго-западу от города Ельня, в 8 км западнее автодороги Р137 Сафоново — Рославль, на левом берегу реки Стряна. Входит в состав Малышевского сельского поселения.

## Экономика
Фермерское хозяйство «Берёзовка».